# José Ignacio Aldalur Iriarte
José Ignacio Aldalur Iriarte (Azcoitia, 7 de marzo de 1829-Azpeitia, 22 de noviembre de 1890) fue un organista y compositor español de origen vasco, colaborador de músicos neoclásicos como Camille Saint-Saëns o el maestro organero Aristide Cavaillé-Coll.

## Biografía
Los inicios profesionales de Aldalur están en Pamplona donde se inició con estudios eclesiásticos y musicales. Durante la II Guerra Carlista huyó de España y se refugió en Bayona donde consiguió la plaza como organista de la catedral, entrando en contacto con algunos de los músicos más reconocidos de la época como Stoltz, Merklin y Cavaillé-Coll.
Dedicado a la música Aldalur, estuvo trabajando como organista en la parroquia de Segura y también opositó para acceder a la plaza musical que había en la parroquia de Santa María de Tolosa. En 1855 consigue la oposición como organista de la  San Sebastián de Soreasu de Azpeitia donde ayudó a la instalación del nuevo órgano, de la firma Cavaillé-Coll, e intervino también en el asesoramiento de nuevos órganos como el instalado en la Basílica de San Ignacio.
Entre las obras más destacadas de Aldalur está el Zortziko fúnebre que dedicó al banderillero José Ventura El Marinero que murió en la Plaza de toros de Azpeitia y que, en la actualidad, se sigue tocando durante cada uno de los festejos taurinos que se celebran. A la muerte del tercer toro, la banda de música de la plaza interpreta esta pieza musical para recordar el luctuoso acontecimiento.

## Obras
- Zortziko fúnebre (1846).
- Marcha nueva de san Ignacio.